# Futtsu

Futtsu (富津市 Futtsu-shi) é uma cidade japonesa localizada na província de Chiba.
Em 2003 a cidade tinha uma população estimada em 51 528 habitantes e uma densidade populacional de  251,17h/km². Tem uma área total de 205,15 km².
Recebeu o estatuto de cidade a 1 de Setembro de 1971.
De acordo com o livro Victory at Sea (H.Saloman e R.Hanser, 1959. Doubleday & Co., cuja factualidade é posta em causa por muitos historiadores, além de acusações de parcialidade) Futtsu teria sido, a 30 de Agosto de 1945, o local do primeiro desembarque dos Aliados na principal ilha do Japão, depois da rendição ter sido anunciada. Este teria sido apenas um teste para verificar se os japoneses obedeceriam às ordens do Imperador, o que veio a suceder pois não se registou qualquer resistência.

## Cidades-irmãs
- Carlsbad, EUA